# 郭朋
郭朋（1920年—2004年6月3日），曾用名雲章，男，河南唐河人，中国佛学家，中国社会科学院世界宗教研究所研究员，中国共产党党员。

## 生平
郭朋1920年生于河南省唐河县。1935年，他在北平广济寺弘慈佛学院出家。1941年，他入读释太虚创办的汉藏教理院。1946年，他到北平，此后应聘在中国佛学院、尼众佛学院、居士林讲经授课，并任中国佛学院副院长。1948年，他入华北革命大学学习。后又入平山党校学习。1949年，他调北京市民政局工作，于同年加入中国共产党。1952年，郭朋调中共中央统战部工作，筹备成立中国佛教协会。他和圆瑛、喜饶嘉错、赵朴初、巨赞、周叔迦等20人为发起人，成立中国佛教协会。1953年中国佛教协会成立后，郭朋任副秘书长。1955年，他调中华人民共和国民族事务委员会任宗教处副处长。不久该处独立为国务院宗教事务局，他任联络处副处长、处长。
1964年，在毛泽东关怀下，中国科学院世界宗教研究所成立，郭朋参与筹建世界宗教研究所，后成为该所首批研究人员，曾任该所党委委员。1982年，他被评为研究员。
2004年6月3日，郭朋在北京病逝。享年85岁。

## 著作
- 《隋唐佛教》
- 《宋元佛教》
- 《明清佛教》
- 《汉魏两晋南北朝佛教》
- 《中国佛教简史》
- 《坛经对勘》
- 《坛经校释》
- 《坛经导读》
- 《中国近代佛教思想史稿》
- 《印顺佛教思想研究》
- 《太虚思想研究》
- 《中国佛教思想史》[1]